# Balsthal
Balsthal és un municipi del cantó de Solothurn (Suïssa), cap del districte de Thal.

## Referències

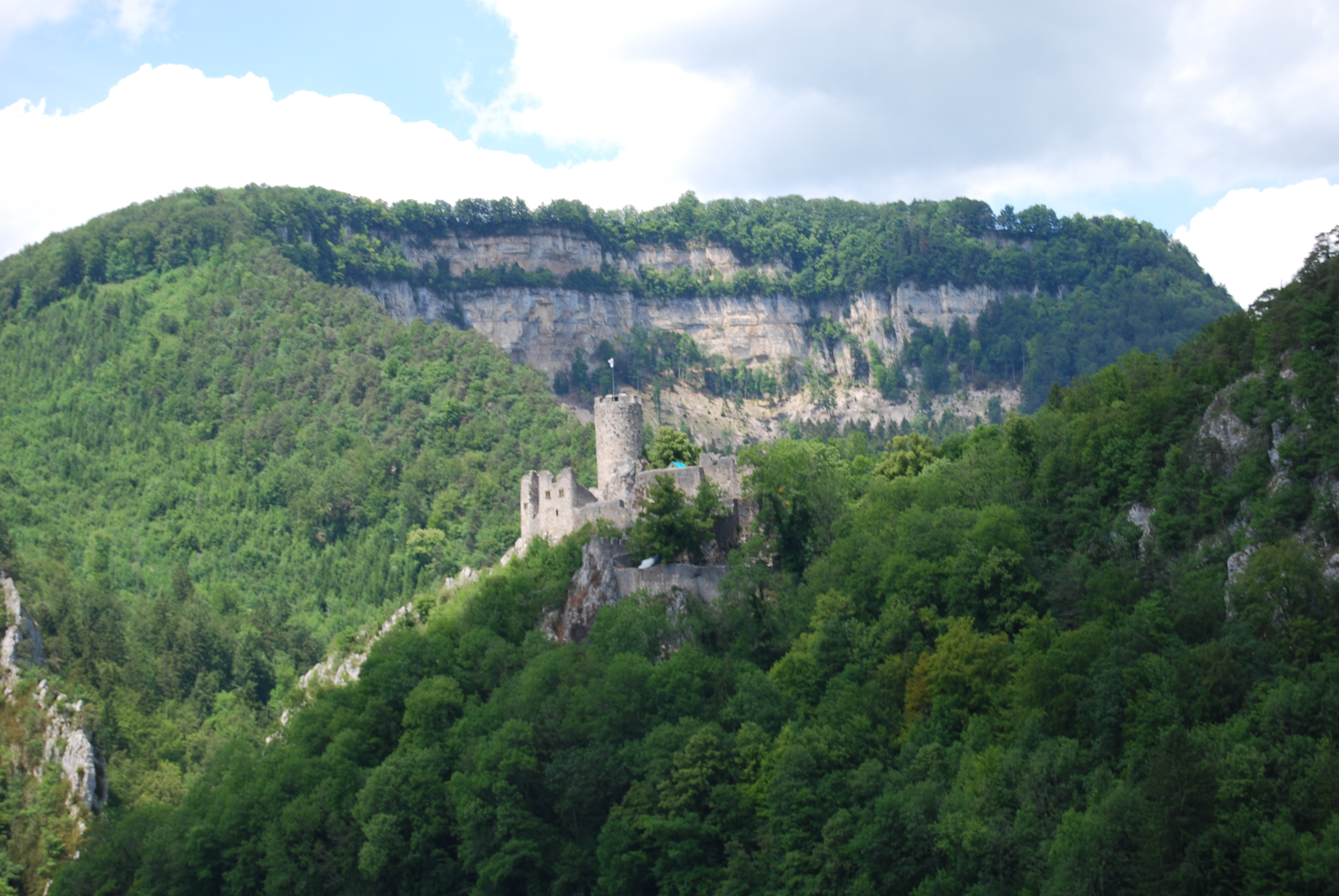
Neu Falkenstein, Balsthal